# Szent Vid-hegy

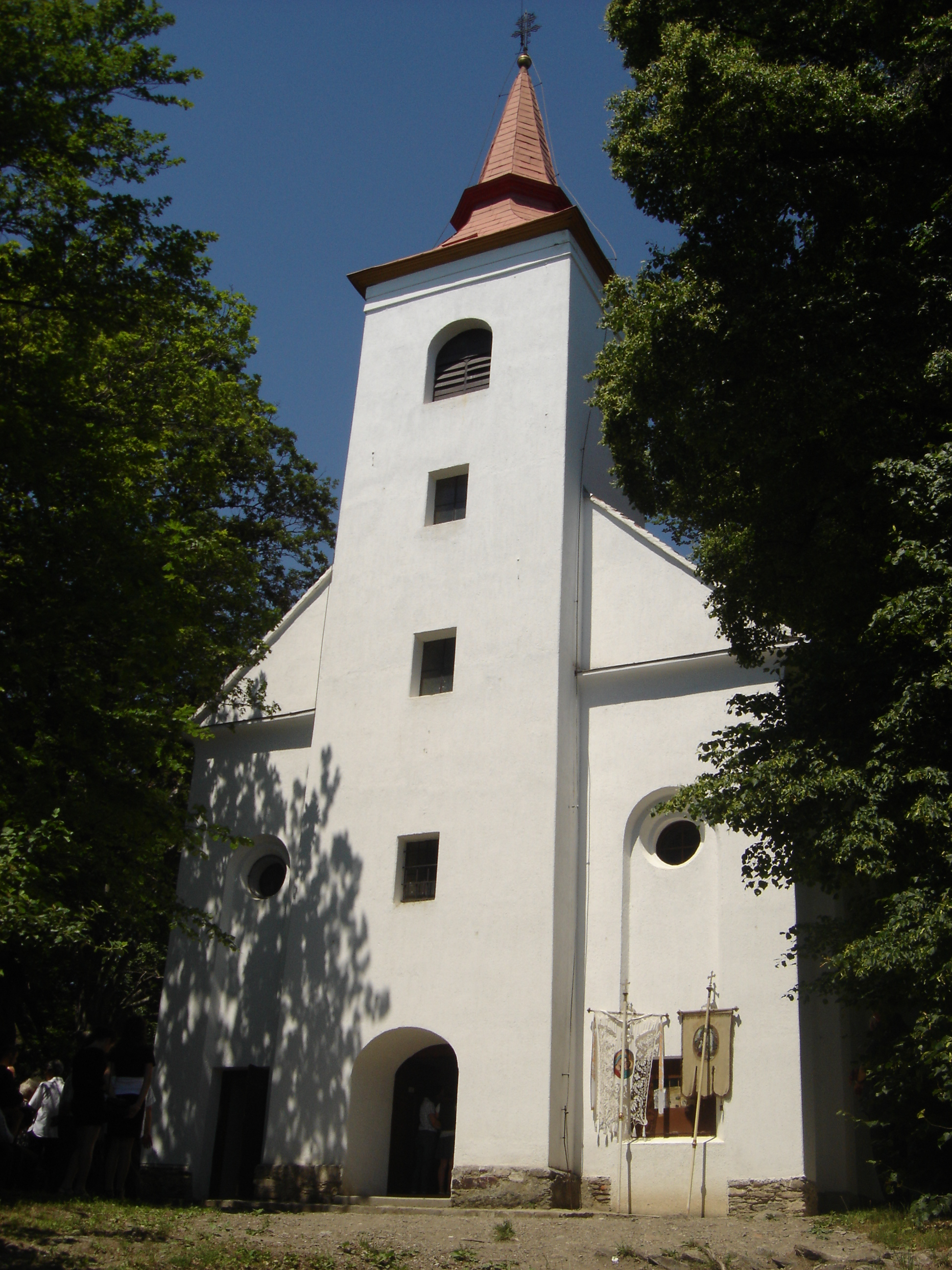
Szent Vid-kápolna

A Szent Vid-hegy a régészeti lelőhelyek között Velem-Szentvidként vagy Velemszentvidként szerepel. Pálffy József „Velem és Szent-Vid története” című könyvében mutatja be a Szent-Vid hegy történetét.

## A magyar honfoglalás előtt
A kápolnával koronázott hegycsúcs 568 m-rel emelkedik a tengerszint fölé, több rétegben őrzi a mintegy 3 évezreden keresztül itt megtelepedett emberek emlékét. A szórványos neolit, rézkori és középső bronzkori leletanyagot leszámítva Kr. e. 1200-tól rendelkezünk folyamatos lakottságot bizonyító nagy mennyiségű leletanyaggal. A késő bronzkor idején Kr. e. 1100 körül egy feltételezhetően nyugatról érkező népcsoport szállta meg a hegyet. Olyan teraszos, akropoliszos, fellegvárat települést hozott létre hatalmas munkával, amely csak a Földközi-tenger térségében ismert. A fellegvárat övező kísérő terasszal és nagyobb elválasztó lakóteraszok sorával megerősített település virágzó kereskedő és kézműves centrum volt. A település társadalma rétegződött. Legalul, a hegy lába körül, az itt húzódó, igazából majd a rómaiak által kiépített borostyánút közelében élnek a település földművelői. A hegyoldalt a kései bronzkor iparosai és kereskedői lakták. Az ő kunyhóik állnak a hegycsúcsot „U” alakban körülfogó – magas szintű, geometriai, fizikai, mechanikai ismeretekre valló -mesterséges teraszokon. Az itt készített bronztárgyakra antimon ötvözetük a jellemző. Ennek alapján állapítható meg, hogy a korabeli kereskedelem révén rendkívül messze elkerültek. (Würtemberg, Bajorország, Svájc, Tirol, Karintia, Ibéria, Bosznia, Szilézia, Észak-Németország, Skandináv-félsziget és Oroszország.) A letelepülés előkelői a hegycsúcson kialakított fellegvárban, akropoliszban éltek. Egy 1929-ben talált, feltételezhetően királynői fejdíszül szolgált aranydiadém alapján megkockáztatható az az állítás, hogy Velem Szentvid valamiféle királyi központ lehetett.
Krisztus születése előtt századokkal kelták szállták meg a Szent Vid hegyet. A kelta oppidium (erősített, városias település) a pénzveréssel egyidejűleg alakult ki a Kr.e. 3. században. A kelta uralomnak a Burebista alatt megerősödött dák állam vethetett véget Kr. e. 60 után (Burebista Kr. e. 44 táján halt meg). Burebista halála után a dák állam széthullott, így a dák uralom a Dunántúlra soha ne terjedt ki (és a magyar Alföldön sem bizonyítható). A hatalmi űrt ekkor az addig a Száva vidékén élő pannonok töltötték be, akik hamarosan a Dunáig terjeszkedtek.  Így a rómaiak már velük találták szemben magukat a terület meghódításakor, és a Szent-Vid-hegy is Pannónia római provincia része lett. Pannónia kialakulása után Savaria vízigényét a hegyvidék forrásai biztosították. Feltételezhető, hogy a vízvezeték őrzésére a hegycsúcson  immár harmadik rétegként, kis őrtornyot emeltek. A szentvidi őstelep a Római Birodalom megszűnéséig fennállott. Utána szlávok, majd 796-ban Nagy Károly frankjai szállták meg. A Karoling-korból maradtak fenn Szent Vidről az első írásos feljegyzések: 860-ban egy határjárás Vuitanesberg, egy 885-ben keletkezett irat, pedig Vuitanesberc néven említi. A 4. században élt Szent Vid (Vitus) vértanú ereklyéit a corvei apátságban őrizték, tisztelete innen terjedt el a latin keresztény egyházban. A Szent Vid tiszteletére emelt kápolnát már a magyar honfoglalás előtt is használták, minden bizonnyal a kereszténységre áttért avarok maradékai. A templom a salzburgi érsekség joghatósága alá tartozott.

## A magyar honfoglalás után
A honfoglaló magyarok közül a Tétény-Kál-Bogát-Bulcsú nemzetség törzsének szállásterülete volt a vidék. Szent Videt a magyarok felújították, kettős gerendapalánk közé döngölt földvárat építettek, égetett agyagos, köves sáncokkal körülvéve. I. (Szent) István királysága idején a királyi várszervezet tagja Szent Vid vára.
A 13. században kőfallal vették körül a várat és két tornyot is építettek hozzá. A várhoz tartozó Bozsok, Doroszló, Cák községeket II. András király (1205-1235) a Héder nemzetségnek adományozta. A Héder nemzetség két alapítója: Héder és Wolfer a 12. század közepén II. Géza (1141-1162) települt Magyarországra - valószínűleg Karintiából. Wolfer leszármazottai a Németújvári vagy Kőszegi ág. Gyors birtokszerzései révén, királyi adományokkal, zálogkölcsönnel nagy területekre, hatalomra tettek szert.
A vár története szorosan összefonódott a Kőszegiek "kiskirályságával". 1270-ben Szent Vid várát Kőszegi Nagy Henrik átadta II. Ottokár cseh királynak. 1271-ben V. István magyar király visszafoglalta az Ottokárnak juttatot várakat: Kőszeg-Óház, Szentvid, Szalónak, Borostyánkő, Kerekeskő. 1273-ban a Héderek/Kőszegiek visszatértek a magyar király, IV. (Kun) László hűségére, ezért IV. László meglátogatta a Szent Videt. Oklevelek szerint Szentvid vára 1275-ben cseh, majd 1277-ben ismét magyar kézen volt. 1279-ben Kőszegi Henrik fiai István és Miklós osztozkodtak apjuk birtokain. Szent Vid Miklósé lett. 
1289-ben IV. László foglalta el Németújvári/ Kőszegi családtól, majd I. Albert osztrák herceg birtokába jutott. 1291-ben a hainburgi békekötés után Albert visszaadja az elfoglalt magyarországi várat és városokat III. Andrásnak, a békekötés azonban előírta a kisebb várak, így a Szentvid lerombolását is. 
A területet a Németújvári Kőszegi családtól a Kanizsai család örökölte. Frigyes osztrák herceg megszállta Szentvidet, de Mátyás 1482-ben visszavívta.
A 16. század elején a vasvári káptalané a Szent Vid vár, de aztán romhalmaz lett. 1713-ban Hillarion szerzetes Batthyányi Lajos nádor költségén a remetelakot és a kápolnát a még fennálló sarokbástya oldalán felújíttatta. Ennek a helyére épült a mai templom a 19. század derekán.

## Régészeti feltárások
A hely felfedezése és a nemzetközi tudományos érdeklődés felkeltése a kőszegi régész, dr. Miske Kálmán (1860-1943) érdeme. 1896-ban saját költségén, 1898-1913-ig és 1921-23-ig állami pénzen vezetett itt ásatásokat. Majd 1929-ben fedezték fel a fent említett aranydiadémot. Dr. Miske Kálmánnak, nagyrészt Velemből származó magángyűjteménye ma a szombathelyi Savaria Múzeumban látható.
Az 1970-es években Bándy Gábor vezetésével kezdődtek újabb ásatások. A teraszos területen több lakóház alapját tárták fel. A munkában velemi napszámosok is részt vettek. Bándi Gábor felvázolta a kibontott padlók, házak helyén felépítendő épületek tervét, melyet 1979-1980 között építettek fel, de utána nem gondozták. Az épületeket az időjárás eltüntette, az erdő benőtte, ma már nyoma sincs.